# Leonard Sickert
Leonard Johannes Sickert (* im Frühling 1873 in London; † im Sommer 1945 in Hammersmith, London) war ein britischer Schauspieler und Sänger aus der Künstlerfamilie Sickert.

## Leben
Sickert wurde im zweiten Quartal 1873 in London geboren. Er trat in den 1920er Jahren an mehreren Londoner Bühnen auf. So spielte er am Londoner St. James’s Theatre an der Seite von Claude Rains 1919/1920 in Der lebende Leichnam von Lew Tolstoi und 1920 in Julius Caesar von William Shakespeare.
1928 spielte er im Theatre Royal Haymarket in Timon von Athen von William Shakespeare.
Ab etwa 1900 war Sickert auch als Sänger deutscher und italienischer Lieder tätig. Als Bariton gastierter er mehrmals in Bexhill-on-Sea. 1903 trat er mit der Mezzosopranistin Edith Clegg auf.
Sickert starb im dritten Quartal 1945 im Londoner Stadtteil Hammersmith.